# Bordo El Mollar
Bordo El Mollar is een plaats in het departement Tarija, Bolivia. Het is naar aantal inwoners de vijfde grootste plaats van de gemeente Villa San Lorenzo, gelegen in de Eustaquio Méndez provincie.

## Bevolking
| Jaar | Populatie |
| ---- | --------- |
| 1992 | -         |
| 2001 | 440       |
| 2012 | 667       |